# Jeune Nation
Jeune Nation fou un moviment ultradretà, feixista i nacionalista francès, fundat el 1949 per Pierre Sidos i els seus germans. Inspirat per Règim de Vichy i pel feixisme italià, el grup va rebre el suport des de molts nacionalistes joves durant la guerra algeriana (1954–62), especialment entre membres de l'exèrcit colonial francès. Promovent la violència de carrer i la insurrecció extra-parlamentària contra la Quarta República, els membres créien que la inestabilitat generada durant les guerres de descolonització portaria a un cop d'estat seguit per un règim nacionalista. Jeune Nation fou el principal moviment neofeixista de França durant la dècada de 1950, arribant a tenir entre 3 mil i 4 mil membres.
Acusats d'un atac amb bomba contra l'Assemblea Nacional, Jeune Nació va ser dissolt per decret oficial durant la crisi de maig de 1958. L'organització no obstant això va sobreviure els anys 60 a través d'altres organitzacions nacionalistes, principalment la Federació d'Alumnat Nacionalista (1960–1967), l'Organització de l'Exèrcit Secret (1961–1962), Europe-Action (1963–1966), Occident (1964–1968) i L'Œuvre Française (1968–2013), totes fundades per antics membres de Jeune Nation.

## Membres destacats
- Pierre Sidos — fundador de Jeune Nació, Occident i L'Œuvre Française
- Dominique Venner — fundador d'Europa-Acció
- François d'Orcival — membre del comitè d'editorial a Valeurs Actuelles
- Jean-Louis Tixier-Vignancour — candidat dins la 1965 elecció presidencial
- Jean-Jacques Susini — co-fundador de l'Organització Armée Secrète
- François Duprat — membre fundador del Front Nacional
- Richard Bohringer — Guanyador d'un Premi César[2]
- Pierre Bousquet — fundant membre del Front Nacional
- Pierre Vial
- Alain Robert